# Lasiurus blossevillii
Lasiurus blossevillii är en fladdermusart som först beskrevs av René-Primevère Lesson och Prosper Garnot 1826.  Lasiurus blossevillii ingår i släktet Lasiurus och familjen läderlappar. IUCN kategoriserar arten globalt som livskraftig.
Inga underarter finns listade i Catalogue of Life. Wilson & Reeder (2005) skiljer mellan fyra underarter.

## Utseende
Arten blir med svans ungefär 103 mm lång och svanslängden är cirka 49 mm. Lasiurus blossevillii har 35 till 45 mm långa underarmar, 10 mm långa bakfötter och 13 mm stora öron. Den skiljer sig från Lasiurus borealis genom avvikande detaljer av skallens konstruktion. Kroppen är täckt av rödaktig till rödbrun päls. Päls finns även på den del av flygmembranen som ligger mellan bakbenen. På det yttersta avsnittet av denna flygmembran förekommer bara glest fördelade hår.

## Utbredning och habitat
Artens utbredningsområde sträcker sig från sydvästra Kanada över västra USA, Centralamerika och norra Sydamerika till norra Argentina. Lasiurus blossevillii vistas i olika områden med träd och hittas även i städer. Den äter insekter.

## Ekologi
Individerna vilar på dagen ensam i växternas bladverk och de blir under skymningen aktiva. De jagar nattfjärilar och andra flygande insekter med hjälp av ekolokalisering. Lasiurus blossevillii håller sig under jakten ofta nära ljuskällor och den besöker därför människans samhällen. Före den kalla årstiden vandrar några populationer till varmare trakter och andra stannar i samma revir. Olika individer håller vinterdvala men de kan vakna under varma dagar och vara aktiva.
Parningsbeteendet är antagligen lika som hos nära besläktade fladdermöss. Parningen sker under hösten och sedan lagras hannens sädesvätska i honans könsdelar innan dräktigheten börjar. Under våren föds upp till 5 ungar. Ungarna får efter 3 till 6 veckor flygförmåga. För övrigt antas ungarnas uppfostring vara lika som hos Lasiurus borealis.
Denna fladdermus faller offer för olika rovlevande fåglar samt för tamkatter och för nordamerikansk opossum.

## Bildgalleri

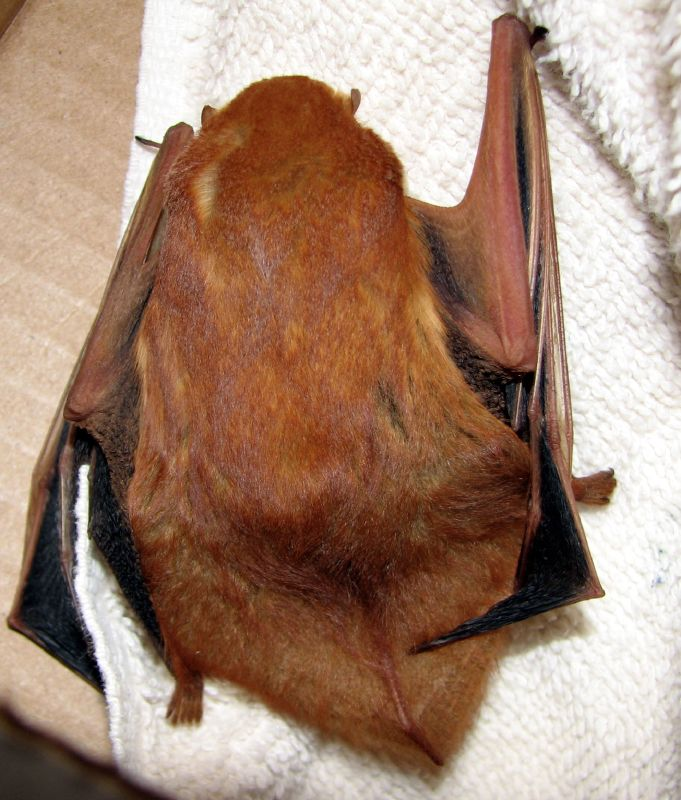